# Gabriel Tiacoh
 (décembre 2014).
Gabriel Tiacoh, né le 9 février 1963 à Abidjan et mort le 4 avril 1992 à Atlanta, est un athlète ivoirien, spécialiste du 400 mètres, premier médaillé olympique pour la Côte d'Ivoire.
Issu de la lignée de notables de Toumodi de Côte d'Ivoire, il est le fils du docteur Kouadio Tiacoh Rémi Blaley, médecin gynécologue et membre fondateur en 1946 du parti démocratique ivoirien PDCI-RDA.

## Carrière
C'est à l'âge de treize ans au Centre Sportif Municipal d'Épinay-sur-Seine que débute la vie athlétique de Gabriel Tiacoh. Entraîné par Pascal Zavaroni, cet étonnant junior tel que le qualifiait L'Équipe, se distingue très tôt, d'abord sur les haies puis sur le plat. Après plusieurs titres de champion de France juniors et universitaires, Tiacoh part aux États-Unis en 1983 poursuivre ses études à l'Université de l'État de Washington. Sous la houlette de John Chaplin, entraîneur en chef des « cougars », il continue de courir. Il a comme compagnons d'entraînement des athlètes de classe mondiale tels que Julius Korir, Javier Moracho, Doug Nordquist, Joseph Taiwo. Henry Rono, champion kényan, avait fréquenté la même université quelques années plus tôt.
En 1984, Gabriel Tiacoh remporte les championnats de la conférence Pacific 10 sur 400 m, en 45 s 24 et se classe quelques semaines plus tard sixième de la finale des championnats universitaires américains NCAA. Il remporte également le 400 m et la médaille d'argent du relais 4 × 100 m des championnats d'Afrique à Rabat.
Aux Jeux olympiques d'été de 1984 à Los Angeles, Tiacoh court sa série en 45 s 15 puis établit en demi-finale la meilleure performance mondiale de la saison en 44 s 64, pourtant on lui attribue le couloir 7, le plus mauvais couloir, le couloir 8 étant vide en raison de la blessure du coureur jamaïcain Bert Cameron. Courant en aveugle, Tiacoh décroche la médaille d’argent avec un temps de 44 s 54 derrière l'Américain Alonzo Babers, établissant un nouveau record d’Afrique. Le coureur ivoirien entre ainsi dans l’histoire olympique en devenant, à 21 ans, le premier ressortissant d’Afrique de l'Ouest médaillé olympique en athlétisme. En tout état de cause, au regard des nouvelles règles et pratiques, selon lesquelles les meilleurs couloirs sont attribués aux meilleurs chronos, on peut légitimement et objectivement supposer que ce classement aurait été tout autre et que l'intéressé aurait été auréolé du titre olympique.
Deux ans plus tard, au meeting Pepsi, il améliore son record d'Afrique, le portant à 44 s 32, avant de réaliser 44 s 30 en finale des championnats universitaires américains. Il remporte également pour la troisième année consécutive les championnats de la Pacific 10 en 44 s 58, ce qu'aucun athlète n'a réalisé auparavant. Cette année-là, il sort de l'université avec un MBA. Poursuivant sa saison en Europe, il remporte tous les meetings auxquels il participe, parmi lesquels ceux de Zurich en 44 s 46 ou Nikaïa en 44 s 75, ne concédant qu'une seule défaite à Berlin. Au terme de cette saison, Tiacoh a couru neuf fois sous les 45 secondes. Ces résultats lui permettent de se classer numéro 1 mondial sur la distance. Cette même année à La Corogne, en Espagne, il établit aussi la meilleure performance africaine de tous les temps sur 300 m en courant la distance en 31 s 74.
En 1992, Gabriel Tiacoh décède d'une méningite, à l’âge de 29 ans. La scène sportive ivoirienne venait de perdre l'un de ses plus brillants représentants.

## Palmarès
- Record d'Afrique du 400 m  en 1984, en 44 s 54
- Record d'Afrique du 400 m  en 1986, en 44 s 32
- Record d'Afrique du 400 m  en 1986, en 44 s 30
- Record d'Afrique du 300 m  en 1986, en 31 s 74 (record battu en 2015 par le champion du monde sud Africain Wayde van Niekerk)
- Champion d'Afrique du 400 m en 1984 et 1989
- Médaillé d'argent du 4 × 100 m aux Championnats d'Afrique d'athlétisme 1984
- Médaillé d'argent du 400 m aux Championnats d'Afrique d'athlétisme 1985
- Médaillé d'argent du 400 m aux Championnats d'Afrique d'athlétisme 1988
- Médaillé d'argent du 4 × 400 m aux Championnats d'Afrique d'athlétisme 1988
- Champion des premiers Jeux de la Francophonie à Casablanca au Maroc en 1989
- Champion de la  Pac 10 en 1984 (45 s 24), 1985 (45 s 00) et 1986 (44 s 58)
- 3e sur 400 m en 1989 à la Coupe du Monde d'athlétisme à Barcelone, Espagne
- Champion universitaire américain NCAA en 1986
- Champion de France du 400 m  en 1982, 1983, et 1984[3],[4].